# Lichtenauer See
Der Lichtenauer See (niedersorbisch Lichtnojski jazor) ist ein 326 ha großer rekultivierter Tagebausee am gleichnamigen Ort Lichtenau.

## Lage
Er liegt im Landkreis Oberspreewald-Lausitz in Brandenburg, südwestlich von Lübbenau. Östlich des Sees befindet sich die A 13.

## Geschichte
Der See entstand aus einem Restloch des Braunkohletagebaus Schlabendorf-Nord und wurde durch Grundwasser sowie Niederschlag gefüllt.
Seit 2011 ist er an den Beuchower Westgraben angeschlossen, der überschüssiges Wasser in Richtung Spree abfließen lässt.
Durch zu hohe Pegelstände 2012 bestand Gefahr von Geländebruch.